# Kézirat (folyóirat)
Kézirat Romániában magyar nyelven megjelenő zsidó szépirodalmi és társadalomtudományi folyóirat a két világháború közötti időszakban.

## Története
Mint a Kirjat Széfér Zsidó Könyv Barátainak Társasága hivatalos közlönye, a lap 1934. augusztus 10. és 1936. október 6. között jelent meg Lugoson. Tizenkét lapszáma jelent meg, induláskor kétszer egy hónapban, utóbb nagyobb időközökben.
A Kézirat főszerkesztője Giszkalay János volt. A lap legfontosabb munkatársai Déznai Viktor, Herczka István, Markovits Rodion, Raffy Ádám, Salamon László voltak.
A "Kirjat Széfér" kiadásában könyvsorozat is megjelent, amely 1934. szeptember 1-jétől kezdve egy év leforgása alatt tizenhat művet adott ki, köztük magyarul Albert Einstein: Hogy látom a világot c. művét (1935).

## További irodalom
- Scheiber Sándor. Magyar zsidó hírlapok és folyóiratok bibliográfiája (1994)